# Coupang
Coupang est une entreprise coréenne de commerce en ligne.

## Histoire
Coupang est créée en 2010 par Bom Kim, un étudiant ayant fait ses études aux Etats-Unis et rentrant à Séoul pour créer une copie locale de Groupon. Le segment de marché étant saturé, après des tâtonnements, il réoriente la stratégie. En 2014, il lance une plateforme de commerce en ligne avec des livraisons bon marché ultrarapides.
Aujourd'hui, l'entreprise emploie 37 000 employés en Corée du Sud devenant ainsi le troisième employeur du pays. En 2021, des articles de presse relatent le décès de plusieurs employés provoqués par des conditions de travail très difficiles avec des cadences imposées.
Elle est cotée au Nasdaq aux Etats-Unis depuis 2021.

## Lies externes
- (ko) Site officiel